# Planguenoual
Planguenoual [plɑ̃gənwal] est une ancienne commune française située dans le département des Côtes-d'Armor en région Bretagne. Elle est depuis le 1er janvier 2019 une commune déléguée de Lamballe-Armor.

## Héraldique
| Blason | Blasonnement : De gueules aux six billettes d'or 3,2 et 1, au chef cousu d'azur chargé de quatre fleurs de lys aussi d'or. |

## Géographie

### Physique
Située sur la côte de Penthièvre dans le département des Côtes-d'Armor, la commune de Planguenoual figure parmi les nombreuses communes littorales dont l'histoire économique et sociale fut essentiellement rythmée par les pratiques agricoles et les usages d'une population majoritairement rurale. D'une superficie de 3 290 hectares, le territoire est limité au nord par les communes de Pléneuf-Val-André et de Saint-Alban, au sud par celles de Saint-Aaron et d'Andel, au sud-ouest par la commune de Morieux et au nord-ouest par la Manche. Sa population était de 1 805 habitants au 1er janvier 2007 (1 552 au recensement de 1999), 1 751 en 1854, 1 836 en 1906, 1 540 en 1946 et 1 562 en 1882.
La commune de Planguenoual étire ses côtes à falaises (143 ha), bordées de landes côtières, de la pointe de Longue Roche jusqu'au groupe de roches des Ermeleux face à Port Morvan. Cet alignement remarquable de falaises schisteuses, de formation quaternaire sur un escarpement tectonique est seulement interrompu par le vallon de Jospinet (10 ha). Les falaises offrent des points de vue singuliers sur la baie de Saint-Brieuc.
Les espaces littoraux remarquables de la commune occupent une surface totale de 458,62 hectares.
Le vaste estran sablo-vaseux de plus de 300 hectares est dans la dépendance biologique, écologique et paysagère de la baie de Saint-Brieuc (Réserve naturelle sur le Domaine public maritime) : frayères, filières du Gouessant.

### Humaine
Une agriculture littorale de polyculture-élevage s'est développée en retrait des landes boisées des falaises. Cependant depuis le milieu du XXe siècle, de nouvelles productions intensives (veaux et porcs) sur une surface agricole utilisée de 2 395 hectares ont remplacé les exploitations traditionnelles vivrières plus petites : ces petites fermes étaient appelées des « petits endroits ». Aujourd'hui 52 exploitations professionnelles ont une surface agricole utile moyenne de 34 hectares.
L'habitat traditionnel regroupé en hameaux sur des tertres (la Cotentin, la Tercherie) ou en flanc de vallon (Pont Rouault), un peu éloigné de la mer, pour se protéger du vent, a conservé un caractère rural. La recomposition sociologique des hameaux, avec l'arrivée de nouvelles populations non originaires du lieu, transforme le paysage social de cette campagne.
Les enjeux écologiques de la commune sont liés au maintien des équilibres entre la maîtrise de la qualité de l'eau dans les bassins versants, la conservation paysagère des sites et les usages littoraux : frayères, pêche à pied, mytiliculture sur bouchots, plaisance, tourisme. L'histoire des anciennes pêcheries dont celle du Vauglin datant de 1624 reste à étudier.
Entre ces 6 km de côtes, les littoraux ont aménagé plusieurs accès à la mer et à l'estran, (sources de richesses), pour les piétons et les charrettes : escaliers en pierre à la Cotentin, au Vauglin, chemin d'accès à la Baleine, ancien chemin charretier au Pont Rouault, cale de Jospinet (Chausse-Pinet ou chaussée Pinet). Tous ces parcours menant à d'autres chemins dans la grève depuis le Moyen Âge, pour aller de Planguenoual à Morieux et de Morieux à Hillion jusqu'à Saint-Brieuc. Aujourd'hui, un réseau très dense de chemins piétonniers parcourt la commune d'est en ouest.
Un ancien sémaphore (figuré comme sémaphore ou cabane du sémaphore sur le cadastre de 1811/parcelle no 1030/ et de 1846) semble avoir existé vers la pointe du Vauglin (aujourd'hui disparu). Le chemin du sémaphore est encore signalé aujourd'hui. Une cabane des douanes aurait aussi existé à la Cotentin, avant d'être déplacée au bourg de la Cotentin entre le XIXe et le début du XXe siècle.
Le bâti littoral de la commune est à l'échelle de sa vocation maritime restreinte. L'aménagement d'installations mytilicoles à terre et en mer renouvelle l'utilité de la cale de Jospinet et l'aménagement de ses abords.

#### Les villages de pêcheurs à Planguenoual
Plusieurs hameaux de cette commune regroupaient des foyers de pêcheurs à pied : le Pont-Rouault, dont quelques représentants de la famille Lesage de la Longeraie pratiquaient la pêche aux bas-parcs. On accédait de la Longeraie aux grèves par une sente façonnée dans la falaise, située entre Jospinet et le Pont-Rouault, surnommée « l'Avallouère ». Sébastien Lesage, dit Bastien Meno symbolise cette époque (en carte postale). Il y avait aussi un certain Guérin de Morieux.
La Cotentin : le plus gros village de Planguenoual, habité par des pêcheurs à pied.
Ce village doit son nom à la seigneurie de Saint-Costantin qui fut sans doute le fief patronymique de la famille Costantin de Planguenoual au XVe siècle. À partir de 1853, la profession de pêcheur à pied ne semble plus être déclarée. Dans les années 1920, la famille Le Chantoux pratiquait encore la pêche aux bas-parcs. En 1926, quelques femmes se déclaraient encore « pêcheuse » : Marie Nicolas (née en 1877 à Hénansal), Marie Angélique Rohon (née à Planguenoual en 1869) et Marie Cardin (née en 1867). Cette déclaration apporte la preuve d'une pluri-activité familiale et de l'apport de la pêche comme complément de ressource.
Un peu plus au nord-est, le fond de l'anse de Port-Morvan, abritait quelques chaumières.
Les textes de l'Ancien Régime évoquaient les droits de pêcherie de la vicomté de Saint-Denoual.
La loi de 1852 supprima les bas-parcs ; cependant, il existait encore quelques bas-parcs dans les grèves de Trahillion en 1953.
Au XIXe siècle, le village de la Cotentin abritait des groupes sociaux très divers : une grande proportion d'artisans, des gens de l'administration des Douanes (le hameau comptait une brigade des Douanes), quelques familles de pêcheurs, tout comme dans les villages du Pont-Rouault et du Petit Crapon (AD 22 6 M-356 et 357).

## Toponymie
Le nom de la localité est attesté sous les formes Ecclesia Beati Petri de Plogonoal et Plogoneal en 1138, Plegonal en 1144, Ploecongual en 1152, Plogonoal en 1155-1161, Ploguenoal en 1202, Plogoneal en 1208, Parrochia de Plogoneal en 1215, Plogonoal en 1225, Ploguenoal en 1248, Ploguenoual en 1290, Ploengonualen 1294, Plangonoal vers 1330, Planguenoual en 1420, 1477 et en 1622, Plangenoual en 1427, Plangonoual en 1480, Planguenoal en 1536.
Son nom vient du breton ploe qui veut dire paroisse et de saint Denoual ou de saint Conval, Cunwal en vieux breton.

## Histoire

### Préhistoire et Antiquité
Des haches de silex taillés et des objets de l'âge du bronze final trouvés au Crapont, l'emplacement de l'ancienne voie de Corseul à Carhaix et des traces d'occupation romaine mises en évidence au Prédéro, à Treutran et la Corderie, témoignent de l'ancienneté de l'implantation humaine sur cette partie du littoral costarmoricain.
Planguenoual est aussi une ancienne paroisse bretonne primitive comprenant à l'origine Morieux et probablement Andel. Comme l'indique Bernard Tanguy, c'est un saint breton nommé Conval, en vieux-breton Cunwal, qui est l'éponyme de Planguenoual. Conval aurait vécu vers la fin du VIe siècle. Formé dans un monastère de Plougrescant, dans le Trégor, élevé à la prêtrise, il aurait fondé un monastère à Penvénan avant de mourir à Tréguier. Curieusement, cette « Vie » rédigée au Xe siècle et centrée sur la région de Tréguier ignore Planguenoual qui, à la différence des paroisses de Plougrescant et de Penvénan, n'a conservé dans sa toponymie et ses lieux de culte aucun souvenir de son saint éponyme.

### Moyen Âge
Dès 1138, l'église paroissiale a été dédiée à saint Pierre. C'est à cette date que l'on rencontre pour la première fois le nom de Planguenoual, alors cité sous la forme « Plogonoal ». Avec l'accord de l'évêché et du chapitre de Saint-Brieuc, l'église fut donnée à l'abbaye Saint-Melaine de Rennes par deux frères laïques. Si l'église est évoquée dès la première moitié du XIIe siècle, la paroisse n'est explicitement mentionnée qu'en 1215 dans les chartes de l'abbaye Saint-Melaine de Rennes. Elle apparaît alors sous la forme « Plogoneal ».

### Temps modernes
Planguenoual procéda à l'élection de sa première municipalité au début de l'année 1790 et remplaça par la suite Andel comme chef-lieu de canton. Elle fut le chef-lieu d'une municipalité cantonale sous le régime de la constitution de l'an III, de 1795 à 1799, puis chef-lieu de canton du début du Consulat jusqu'en 1801.

### LeXXesiècle

#### Les guerres duXXesiècle

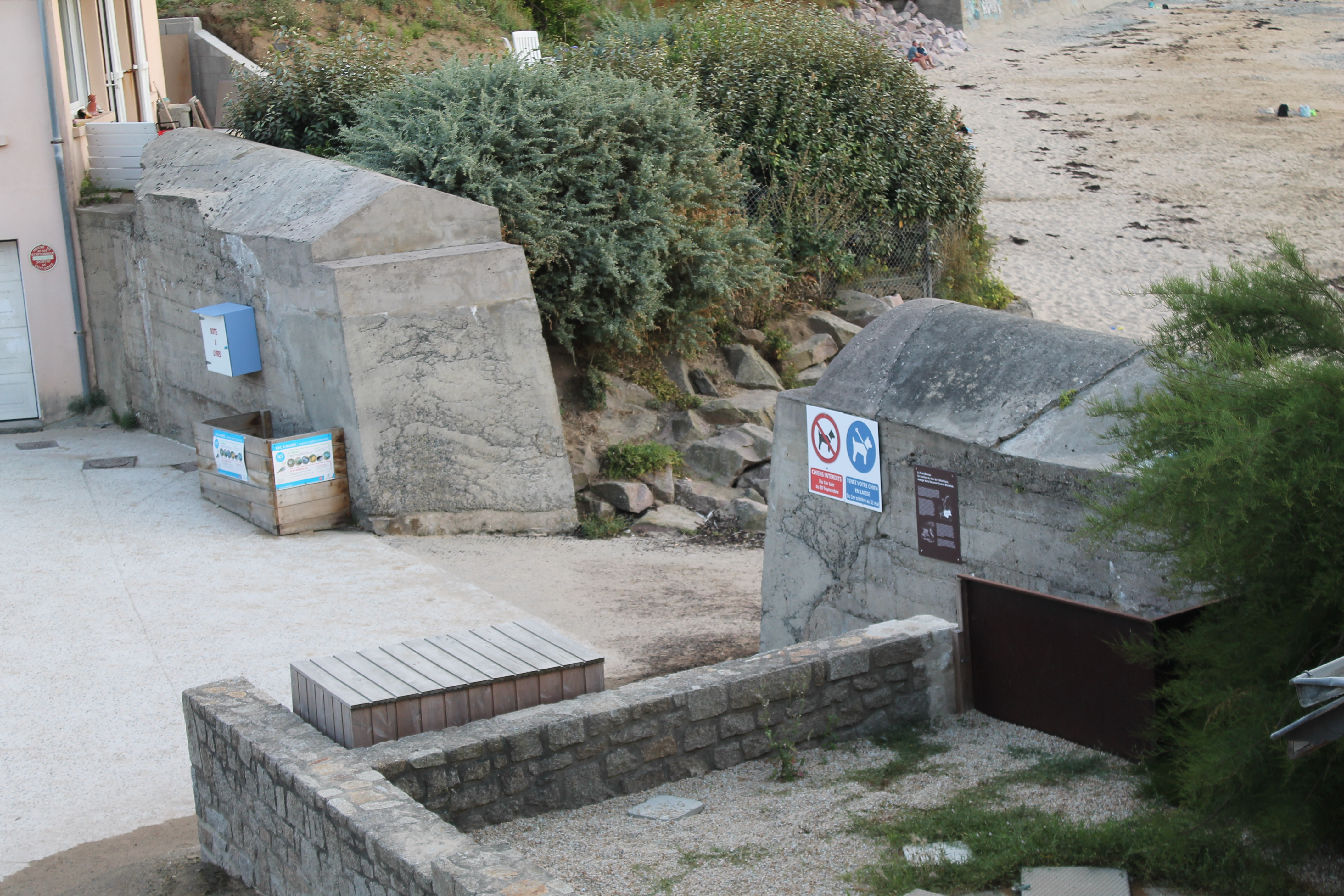
Murs défensifs de la plage de Port Morvan.

Le monument aux morts porte les noms de 108 soldats morts pour la Patrie :
- 85 sont morts durant la Première Guerre mondiale ;
- 21 sont morts durant la Seconde Guerre mondiale ;
- 1 est mort dans le cadre des Troupes Françaises d'Occupation en Allemagne ;
- 1 est mort hors conflit (Guerre 1939-1945).

Durant la Seconde Guerre mondiale, les Allemands construisent, quelque temps après leur arrivée dans la commune au début de septembre 1940, des ouvrages militaires sur la côte qu'ils nomment sur une seule position :
- Wn La... (plage du Port Morvan)[Note 1] : deux murs défensifs ont été construits avec des emplacements de mitrailleuses (modèles MG 34 ou MG 42). Le premier mur, divisée en deux parties est situé juste à l'entrée de la plage et mesure 15 m de long ; il fait office de goulet d'étranglement. Le second s'appuie contre la micro-falaise de la plage et mesure 50 m de long. Les deux ont une épaisseur de 2 m. Cette zone protégeait la petite plage afin d'éviter tout débarquement ennemi. Elle devait également être recouverte d'éléments anti-débarquement tels que des projecteurs, des pieux, des hérissons tchèques ou fil de fer barbelé[4].

Wn est l'abréviation de Widerstandsnest (nid de résistance), La pour le secteur de Lamballe et les chiffres pour le numéro du secteur ; ils sont donc à suivre d'Est à l'Ouest. La plupart de ces infrastructures sont toujours présentes.
Les Allemands quittèrent la ville quelques jours après le débarquement de Normandie, en fin de semaine entre le jeudi 8 ou le dimanche 12 juin 1944. La troupe présente s'en allèrent pour probablement aller sur Saint-Brieuc. Les Américains arrivèrent le 6 août 1944, le même jour que la libération de Saint-Brieuc.

## Patrimoine architectural
59 œuvres ont été répertoriées, dont 31 relèvent de l'architecture domestique et agricole, 12 de l'architecture religieuse, funéraire et commémorative, 9 de l'architecture du génie civil, 3 de l'architecture de la vie publique, 2 de l'architecture militaire, 1 de l'architecture artisanale et 1 de l'architecture commerciale (hôtel de voyageurs).
La chronologie du corpus s'étend des environs du Xe siècle à la première moitié du XXe siècle, incluant plusieurs manoirs et châteaux de l'époque moderne (16e, 17e et 18e siècles) - 48 nobles et tenants de fiefs se présentèrent à la montre générale de Moncontour en 1469 -, ainsi qu'une assez forte proportion d'œuvres datant de la fin du XIXe siècle et du début du XXe siècle.

### Moyen Âge
L'architecture médiévale reste, comme dans la plupart des cas, peu représentée dans la commune. Outre l'atelier de poterie du Frêche-Clos, dont la découverte a permis d'attester l'existence d'une activité de production céramique à Planguenoual dès l'époque carolingienne, on portera une attention particulière à la croix de l'Hôpital [fig. 5], ainsi qu'au manoir de la Ville-Méen. Si la première, datée probablement du XIVe siècle, revêt une forte valeur patrimoniale du fait de son ancienneté, de son état de conservation et du traitement du décor porté, le second [fig. 6 et 7] présente des vestiges datant du premier quart du XVe siècle.

### Temps modernes (XVIe,XVIIeetXVIIIesiècles)
Daté probablement du Xe siècle et remanié à la renaissance, le colombier de Vaujoyeux [fig. 4] s'impose par son plan quadrilobé comme un élément architectural remarquable. Si l'édifice privé appartenant à monsieur Dayot, restauré il y a une douzaine d'années, demeure exceptionnel à ce jour en Bretagne, tel ne fut pas le cas auparavant comme en témoignent les plans cadastraux parcellaires du XIXe siècle signalant la présence de ce type de colombier au Guémadeuc et au Vauclerc en Pléneuf-Val-André.
Toujours au chapitre de l'architecture nobiliaire, on notera le repérage des manoirs de la Hazaye, des Bignons, de la Petite Ville-Hervé, de la Ville-Méen, du château du Hourmelin et de la Grande-Ville-Hervé. On réservera une attention toute particulière aux deux premières constructions du fait de leur état de conservation, tout comme au manoir de la Ville-Méen dont le logis présente une structure de type ternaire achevée dès la fin du XVIIe siècle ou au début du XVIIIe siècle (soulignons que cette structure fera florès à la fin du XIXe siècle, aussi bien en milieu rural qu'en milieu urbain). Construit vraisemblablement dans la deuxième moitié du XVIIIe siècle, le château de la Grande-Ville-Hervé offre, quant à lui, l'unique exemple sur la commune d'une architecture construite sur le modèle de la malouinière [fig. 12]. Enfin, le château du Hourmelin constitue au sein du corpus un élément architectural de premier ordre, tant sa structure et son environnement architectural exceptionnel (portail, chapelle, vaste parc et avenues) révèlent une œuvre d'architecte, mais surtout un souci d'agrément jusque-là nullement représenté dans la commune.
On n'omettra pas de remarquer au sein du champ patrimonial la présence de la croix des Bignons, tout comme celle du logis-étable des Bruyères. Daté du XVIIe siècle, certainement remanié au XIXe siècle, cet édifice, unique en son genre dans la commune, suffit à démontrer par sa seule structure, par la modestie de ses dimensions et la mise en œuvre des matériaux de construction, l'emprise du système agricole vivrier dans le paysage architectural de la commune.

### Période contemporaine
Les XIXe et XXe siècles fournissent davantage d'œuvres et élargissent la thématique architecturale en offrant des témoignages de l'architecture du génie civil et de la vie publique.
Outre les anciennes voies ferrées d'Yffiniac à Matignon et de Lamballe à Saint-Alban, dont le tracé du réseau routier demeure l'unique vestige, et dont le repérage permet d'associer le nom de l'ingénieur Harel de la Noë à l'histoire architecturale de Planguenoual, l'enquête a permis d'intégrer au corpus, le pont de la Ville-Méen. Daté vraisemblablement de la première moitié du XIXe siècle, son intérêt architectural réside dans la technique employée pour la mise en œuvre du tablier appareillé de dalles de grès débitées dans les carrières d'Erquy. On retiendra également pour l'architecture de la vie publique et administrative l'ancienne école communale des garçons incluant les locaux de la mairie construite vers 1860 et agrandie par l'architecte Armand Beuscher vers 1882].
La période contemporaine présente un nombre assez important d'édifices relevant de l'architecture religieuse, funéraire et commémorative, à l'instar de la croix du Val-Bouan, érigée en 1892 par les propriétaires du château du Val, de l'église paroissiale Saint-Pierre et Saint-Paul, construite dans un style éclectique par l'architecte diocésain Le Guerranic, et du monument aux morts issus des ateliers de Louis Charpentier, entrepreneur de monuments funéraires à Lamballe. On notera également la présence de la chapelle Sainte-Barbe, reconstruite en 1822, restaurée en 2005 et de la chapelle Saint-Marc édifiée en 1859, en cours de restauration en 2010 et de la chapelle Saint-Yves du Hourmelin reconstruite au début des années 1860.
Au sein de l'architecture domestique et agricole, le château du Val, construit en 1893 sur le site d'un manoir ayant conservé des vestiges du XVIIe siècle, s'impose par ses dimensions et son style inspiré à la fois du castel anglais et des hôtels urbains parisiens de la fin du XIXe siècle, comme une œuvre d'intérêt majeur. Quelques beaux exemples d'architecture vernaculaire locale, voire d'architecture dite précaire viennent cependant rappeler l'enracinement des pratiques agricoles vivrières dans le paysage architectural de Planguenoual. Les hangars à orthostates de la Longueraie, des Houssayes et de la Grande-Ville-Hervé, le hangar à charpente à couverture végétale de la Longueraie, ou l'unique témoignage d'une architecture de terre encore présente au lieu-dit la Hutte affichent de manière éloquente cette ruralité décidément bien ancrée sur le littoral des Côtes-d'Armor.
Elle fusionne avec Lamballe et Morieux pour former la commune nouvelle de Lamballe-Armor le 1er janvier 2019.

### Patrimoine mobilier religieux

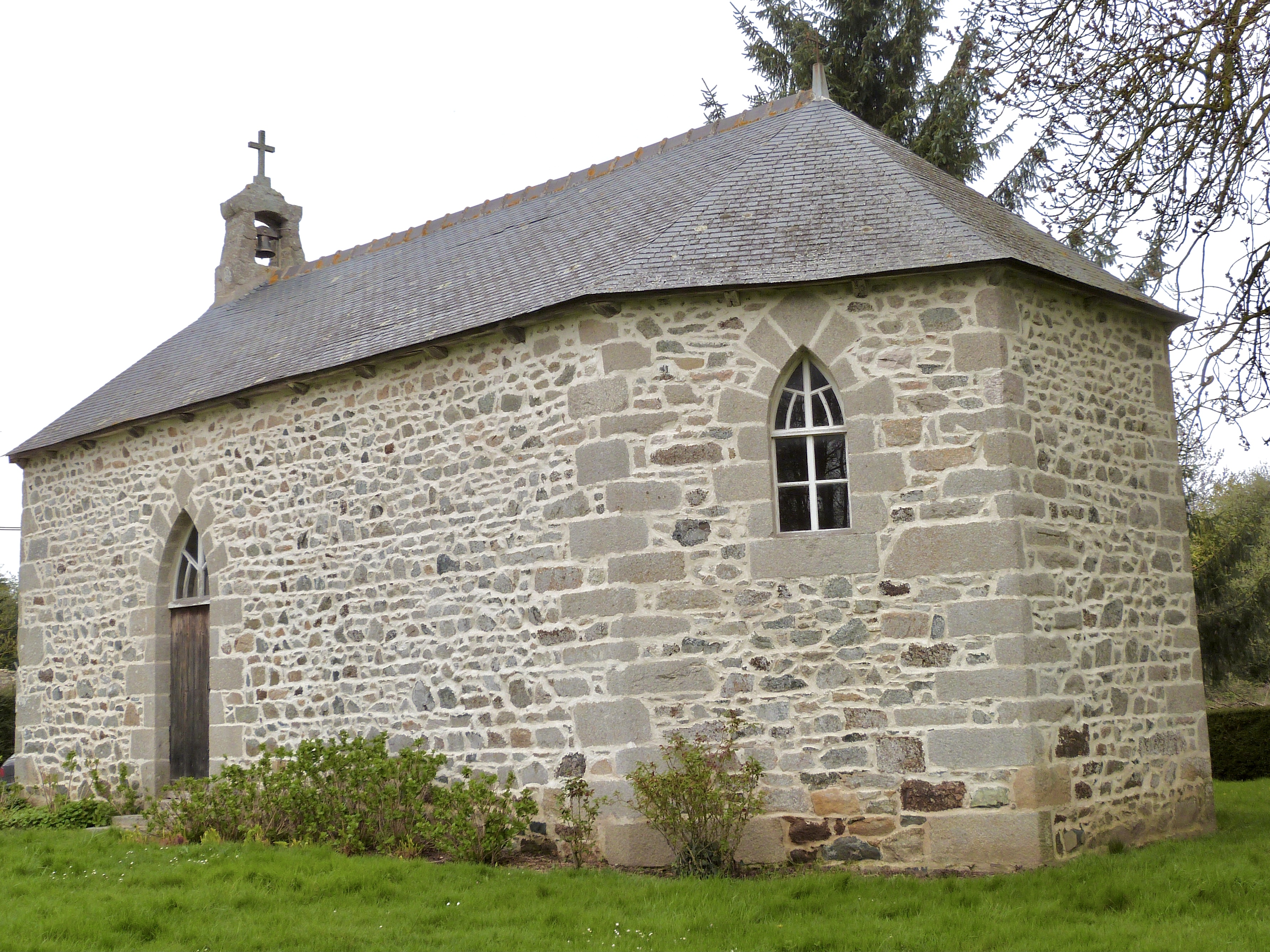
La chapelle Saint-Marc.

Planguenoual a conservé très peu d'objets mobiliers religieux. L'église, construite en 1903, possède deux statues de saint Pierre et saint Paul en bois polychrome du XVIIIe siècle restaurées en 2003.
La statuaire du XVIIIe siècle constitue d'ailleurs l'essentiel du patrimoine mobilier religieux conservé dans les chapelles Sainte-Barbe et Saint-Marc. Signalons toutefois la présence d'une Trinité datant du XVe siècle, restaurée en 2005, dans la chapelle Sainte-Barbe.

### Inventaire des pêcheries ou parcs de pierres
Entre la pointe d'Hillion et la pointe de Pléneuf
À Planguenoual : les écluses de Roemel, insérées entre les rochers de Roemel, avec un arc mesurant 135 mètres, reliant son extrémité au rocher des Armoteaux. Un autre alignement de pierres relie Roemel au platier de la Roche à Margot. D'autres affleurements rocheux complètent ce dispositif, formant une succession de « bassins » : les Juliennes.
L'écluse du Vauglin : la crique du Vauglin recèle les vestiges d'une écluse dont la construction fut demandée en 1624.
L'écluse du Becleuc : le sentier descendant de la Haute Ville à l'anse du Becleuc sert de limite aux communes de Planguenoual et de Pléneuf. Au milieu de la crique, une longue faille, parallèle à la côte et de direction SW-NE, dans le plateau rocheux, forme une mare assez large et semble avoir été barrée à ses extrémités nord et ouest par un barrage de pierres.
Pléneuf : écluse à Bérart, écluse du Pissot, écluse de Piégu (la plus longue et la plus haute selon la tradition orale), écluse à Rouinvy, les parcs de l'îlot du Verdelet, l'écluse du Creil, l'écluse de Haut-Guen.

## Politique et administration
| Période                                  | Période          | Identité                    | Étiquette    | Qualité                                     |
| ---------------------------------------- | ---------------- | --------------------------- | ------------ | ------------------------------------------- |
| Les données manquantes sont à compléter. |                  |                             |              |                                             |
| ?                                        | mai 1925         | M. Guillemot                | Progressiste |                                             |
| mai 1925                                 | ?                | M. Le Quéré                 |              |                                             |
| ?                                        | mai 1953         | Joseph Pincemin             |              |                                             |
| mai 1953                                 | mars 1971        | Mathurin Navucet            |              | Capitaine de la Marine marchande retraité   |
| mars 1971                                | mars 1983        | Prosper Crolais (1904-1994) |              | Retraité de la Gendarmerie, maire honoraire |
| mars 1983                                | mars 1989        | Yves Henry                  |              | Retraité                                    |
| mars 1989                                | 24 mars 2001     | Flore-Anne Turcas           | SE           | Libraire retraitée                          |
| 24 mars 2001                             | 31 décembre 2018 | Daniel Nabucet              | PS           | Retraité de l'enseignement                  |

## Démographie
L'évolution du nombre d'habitants est connue à travers les recensements de la population effectués dans la commune depuis 1793. Pour les communes de moins de 10 000 habitants, une enquête de recensement portant sur toute la population est réalisée tous les cinq ans, les populations de référence des années intermédiaires étant quant à elles estimées par interpolation ou extrapolation. Pour la commune, le premier recensement exhaustif entrant dans le cadre du nouveau dispositif a été réalisé en 2006.

En 2016, la commune comptait 2 206 habitants, en évolution de +10,24 % par rapport à 2010 (Côtes-d'Armor : +1,78 %, France hors Mayotte : +2,11 %).
| 1793  | 1800  | 1806 | 1821  | 1831  | 1836  | 1841  | 1846  | 1851  |
| ----- | ----- | ---- | ----- | ----- | ----- | ----- | ----- | ----- |
| 1 307 | 1 200 | 951  | 1 456 | 1 543 | 1 668 | 1 633 | 1 709 | 1 781 |

| 1856  | 1861  | 1866  | 1872  | 1876  | 1881  | 1886  | 1891  | 1896  |
| ----- | ----- | ----- | ----- | ----- | ----- | ----- | ----- | ----- |
| 1 783 | 1 864 | 1 857 | 1 854 | 1 955 | 1 961 | 1 936 | 1 874 | 1 902 |

| 1901  | 1906  | 1911  | 1921  | 1926  | 1931  | 1936  | 1946  | 1954  |
| ----- | ----- | ----- | ----- | ----- | ----- | ----- | ----- | ----- |
| 1 875 | 1 836 | 1 755 | 1 632 | 1 620 | 1 601 | 1 633 | 1 540 | 1 501 |

| 1962  | 1968  | 1975  | 1982  | 1990  | 1999  | 2006  | 2011  | 2016  |
| ----- | ----- | ----- | ----- | ----- | ----- | ----- | ----- | ----- |
| 1 513 | 1 461 | 1 431 | 1 562 | 1 518 | 1 550 | 1 736 | 2 083 | 2 206 |

## Lieux et monuments

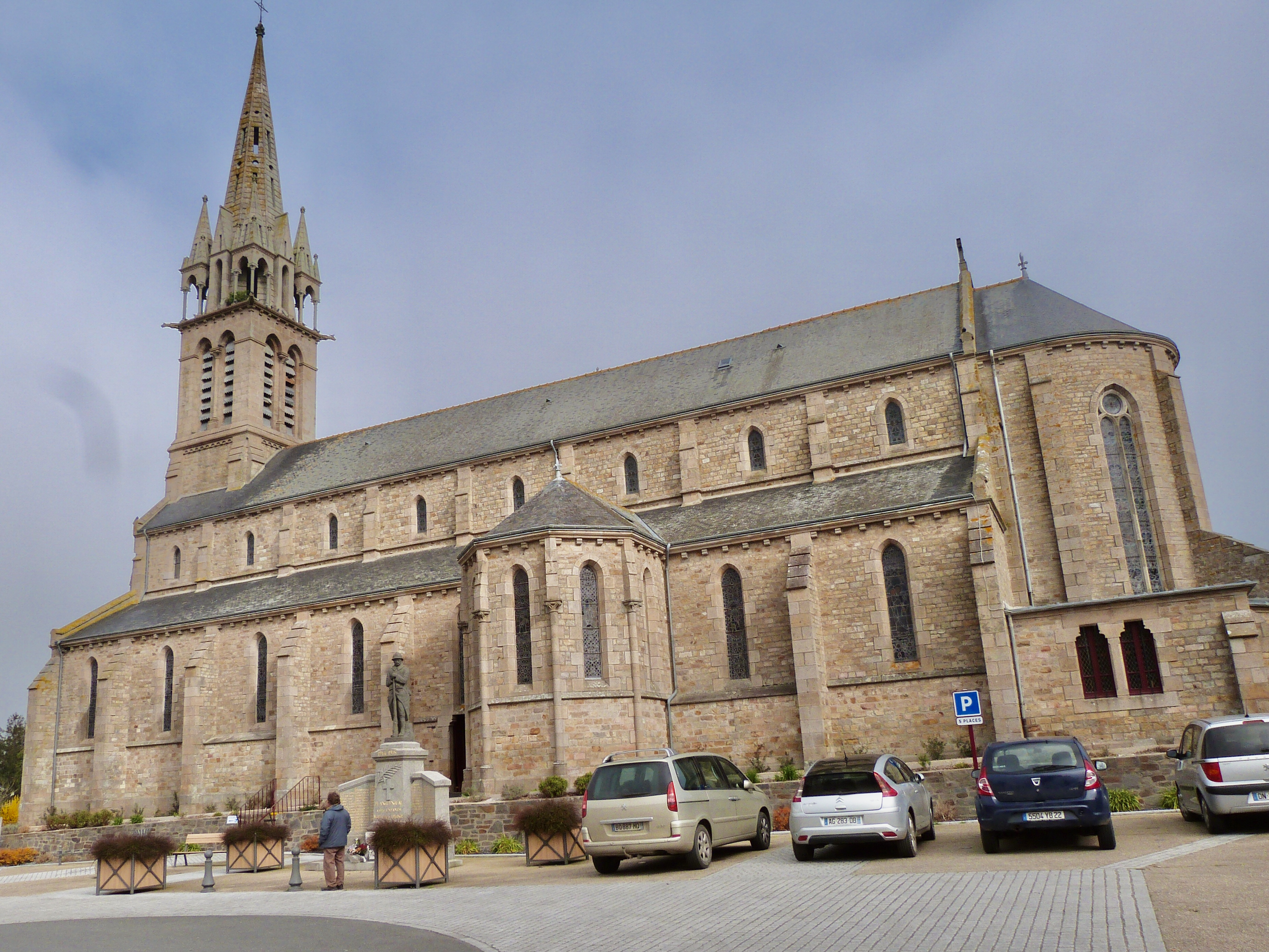
L'église Saint-Pierre-et-Saint-Paul de Planguenoual.

- Domaine du Val[10], XVe siècle, château hôtel restaurant près de la mer et isolé dans une forêt verdoyante ;
- Pigeonnier du Vaujoyeux, XVIe siècle, visitable toute l'année, classé au titre des Monuments historiques[11] depuis 1982. Propriété de la famille de Rochefort, puis des seigneurs du Houmelin. Il est de plan carré flanqué de quatre absidioles.  Classé MH (1982) ;
- Manoir de la Ville-Méen[12] ;
- Église Saint-Pierre-et-Saint-Paul (voir aussi : Fonts baptismaux de Planguenoual) ;
- Murs défensifs de la Seconde guerre Mondiale, à la plage de Port Morvan.

## Personnalité liée à la commune
- Bernard Hinault participe et gagne à Planguenoual sa première course cycliste à l'âge de 16 ans, le 2 mai 1971.